# Moteksafina gadolinu
Moteksafina gadolinu (MGd) – makrocykliczny, organiczny związek chemiczny, kompleks teksafiryny i kationu gadolinu Gd3+
. Atom gadolinu koordynuje także dwa ligandy octanowe z jednej strony pierścienia teksafirynowego i wykazuje liczbę koordynacyjną 7.
MGd jest inhibitorem reduktazy tioredoksynowej i reduktazy rybonukleotydowej. Przydatność preparatu jest badana w leczeniu dziecięcych guzów mózgu, NSCLC, chłoniakach, RCC, raku trzustki i rakach dróg żółciowych. Uważa się, że MGd zwiększa wrażliwość nowotworu na radioterapię. Działania niepożądane leku określane są jako akceptowalne i odwracalne. Dystrybucja leku może być monitorowana w badaniu MRI.
Analogicznym związkiem badanym klinicznie w kierunku terapii nowotworów i chorób układu krążenia jest kompleks teksafiryny i lutetu Lu3+
.